# St. Vincent (Minnesota)
St. Vincent – miasto w Stanach Zjednoczonych, w stanie Minnesota, w hrabstwie Kittson.